# Provincia violenta
Provincia violenta è un film italiano del 1978 diretto da Mario Bianchi.

## Trama
Il capitano dell'Arma dei Carabinieri Franco Sereni – spesso rimproverato per i suoi metodi troppo violenti – dopo aver ricevuto il consiglio da un suo superiore di mettersi in aspettativa, decide di dare le sue dimissioni. Poco dopo, contattato dalla sua amica Nadia, che si rivolge a lui per uscire da un torbido giro di malaffare, si troverà ad indagare su un losco giro di ricatti ai danni di facoltose clienti di un centro di bellezza, che vengono drogate e poi fotografate in posizioni compromettenti, a scopo ricattatorio.
Le indagini di Sereni verranno però ostacolate da Righi, il commissario locale, che è corrotto ed al servizio di un boss del luogo. Sereni verrà catturato dal boss, ma riuscirà a salvarsi grazie all'intervento della polizia, chiamata all'ultimo momento da una delle ragazze ricattate.

## Produzione

### Luoghi delle riprese
Le riprese vennero effettuate nella provincia di Rieti, nel comune di Rivodutri, nonché a Caserta e a Roma, in particolare al quartiere E.U.R..

## Distribuzione
Il film venne distribuito nel circuito cinematografico italiano a partire dal 6 gennaio 1978.

## Curiosità
- Nonostante il titolo, Provincia violenta non ha alcun legame con le precedenti pellicole Roma violenta, Napoli violenta, Milano violenta e Torino violenta, anch'esse comunque tutte appartenenti al filone poliziottesco.